# Jorge Ureña
Jorge Ureña Andreu (ur. 8 października 1993 w Onil) – hiszpański lekkoatleta specjalizujący się w wielobojach.
Na dwudziestym miejscu zakończył udział w mistrzostwach świata juniorów w Barcelonie (2012). W 2014 zdobył srebrny medal mistrzostw ibero-amerykańskich. Siódmy zawodnik halowego czempionatu Europy (2015). W tym samym roku sięgnął po srebro młodzieżowych mistrzostw Starego Kontynentu w Tallinnie oraz zajął 21. miejsce podczas mistrzostw świata w Pekinie. Nie ukończył rywalizacji podczas mistrzostw Europy w Amsterdamie (2016), natomiast w 2017 został halowym wicemistrzem Europy z Belgradu i zajął dziewiąte miejsce w mistrzostwach świata w Londynie. Halowy mistrz Europy (2019).
Złoty medalista mistrzostw Hiszpanii oraz reprezentant kraju w pucharze Europy i drużynowych mistrzostwach Europy w wielobojach.
Rekordy życiowe: dziesięciobój – 8381 pkt. (18 czerwca 2023, Ratingen); siedmiobój (hala) – 6249 pkt. (29 stycznia 2017, Praga) rekord Hiszpanii.

## Osiągnięcia
| Rok  | Impreza                                               | Miejsce       | Konkurencja   | Pozycja     | Wynik     |
| ---- | ----------------------------------------------------- | ------------- | ------------- | ----------- | --------- |
| 2012 | Mistrzostwa świata juniorów                           | Barcelona     | dziesięciobój | 20. miejsce | 6937 pkt. |
| 2013 | I liga pucharu Europy w wielobojach                   | Nottwil       | dziesięciobój | 13. miejsce | 7209 pkt. |
| 2014 | I liga pucharu Europy w wielobojach                   | Ribeira Brava | dziesięciobój | 7. miejsce  | 7656 pkt. |
| 2014 | Mistrzostwa ibero-amerykańskie                        | São Paulo     | dziesięciobój | 2. miejsce  | 7644 pkt. |
| 2015 | Halowe mistrzostwa Europy                             | Praga         | siedmiobój    | 7. miejsce  | 5941 pkt. |
| 2015 | Młodzieżowe mistrzostwa Europy                        | Tallinn       | dziesięciobój | 2. miejsce  | 7983 pkt. |
| 2015 | Mistrzostwa świata                                    | Pekin         | dziesięciobój | 21. miejsce | 6858 pkt. |
| 2016 | Halowe mistrzostwa świata                             | Portland      | siedmiobój    | –           | DNF       |
| 2016 | Mistrzostwa Europy                                    | Amsterdam     | dziesięciobój | –           | DNF       |
| 2017 | Halowe mistrzostwa Europy                             | Belgrad       | siedmiobój    | 2. miejsce  | 6227 pkt. |
| 2017 | I liga drużynowych mistrzostw Europy w wielobojach    | Monzón        | dziesięciobój | 1. miejsce  | 8121 pkt. |
| 2017 | Mistrzostwa świata                                    | Londyn        | dziesięciobój | 9. miejsce  | 8125 pkt. |
| 2018 | Mistrzostwa Europy                                    | Berlin        | dziesięciobój | 16. miejsce | 7208 pkt. |
| 2019 | Halowe mistrzostwa Europy                             | Glasgow       | siedmiobój    | 1. miejsce  | 6218 pkt. |
| 2019 | Superliga drużynowych mistrzostw Europy w wielobojach | Łuck          | dziesięciobój | 3. miejsce  | 8073 pkt. |
| 2021 | Halowe mistrzostwa Europy                             | Toruń         | siedmiobój    | 2. miejsce  | 6158 pkt. |
| 2021 | Igrzyska olimpijskie                                  | Tokio         | dziesięciobój | 9. miejsce  | 8322 pkt. |
| 2022 | Halowe mistrzostwa świata                             | Belgrad       | siedmiobój    | 7. miejsce  | 6049 pkt. |
| 2023 | Halowe mistrzostwa Europy                             | Stambuł       | siedmiobój    | 5. miejsce  | 5966 pkt. |
| 2024 | Igrzyska olimpijskie                                  | Paryż         | dziesięciobój | 20. miejsce | 7096 pkt. |